# Periam, Timiș
Periam (română Grădiște - 1924, germană Perjamosch, maghiară Perjámos) este satul de reședință al comunei cu același nume din județul Timiș, Banat, România.

## Istoric
În perioada interbelică, Periam a fost sediul plășii cu același nume, Periam, din județul interbelic Timiș-Torontal.

## Personalități
- Franz Heinz (n. 1929), scriitor
- Franz Remmel (1931-2019), etnolog, jurnalist și scriitor de limba germană